# The 2nd Chapter of Acts
2nd Chapter of Acts foi um trio musical americano, formado pelos irmãos Annie Herring, Nelly Greisen e Matthew Ward. O grupo surgiu em 1973 e esteve no auge no final da década de 1970 e início dos anos 1980, até encerrar atividades em 1988.

## Carreira
O 2nd Chapter of Acts surgiu a partir das cantorias domésticas do trio de irmãos ao redor do piano que Annie tocava. Após a morte dos pais, em 1968 e 1970, os dois filhos mais novos, Nelly e Matthew, foram morar com a irmã mais velha, Annie e seu marido Buck Herring. Annie era uma cantora e pianista autodidata e compunha ao piano. Os dois mais jovens, se juntaram a ela com os vocais, produzindo um registro sonoro bastante particular.
Apresentando-se em pequenos cafés ou eventos, o trio chamou a atenção de Pat Boone que conseguiu um contrato para lançarem dois singles pela MGM "Jesus Is"(1972) e "I'm So Happy" (1973). Também atraíram o interesse de Barry McGuire que lhes proporcionou uma participação nos vocais de seu primeiro lançamento no segmento cristão "Seeds", e depois em "Lighten Up".
Em 1974, o trio lançou se primeiro disco "The 2nd Chapter of Acts With Footnotes". o disco contava com a música Easter Song, que viria a ser uma das marcas registradas do grupo. No ano seguinte lançaram "In the Volume of the Book", seguido de um hiato em 1976, sem lançamentos nem turnês. Nos três primeiros anos o grupo deu suporte a McGuire em suas turnês e acertou um contrato para lançar três discos pela Myrrh Records.
No verão de 1977, juntaram-se a Phil Keaggy e A Band Called David em um circuito de 18 cidades. Deste esforço saiu o álbum triplo "How the West Was One". Com o contrato com a Myrrh cumprido, o trio migrou para a recém criada Sparrow Records, de Billy Ray Hearn, ex-executivo que havia saído da Myrrh para criar seu próprio selo.
Pela Sparrow, lançaram Mansion Builder (1978). Em 1980, lançaram The Roar of Love, um álbum inspirado nas Crônicas de Nárnia, de C. S. Lewis, com músicas que Annie estava trabalhando num processo de oito anos. A estes seguiram Rejoice, Singer Sower e Together Live, com Michael e Stormie Omartian. Em 1985, lançaram Night Light, pelo seu próprio selo Live Oak e, dois anos mais tarde, Faraway Places, que seria o último trabalho com material original do grupo.
O grupo viria ainda a lançar dois álbuns de música tradicional cristã, Hymns e Hymns 2. Hymns tornou-se desde então seu disco mais vendido.
Exceto pelos anos sabáticos de 1976 e 1983, o "Atos" seguiu em carreira até 1988. Em 12 de agosto de 1988, realizaram em Houston, Texas, aquela que – haviam decidido – seria sua última apresentação.
Em 1999 o 2nd Chapter of Acts foi admitido no Gospel Music Hall of Fame.
Anne Herring e Matthew Ward, continuaram suas carreiras individuais e continuam ativamente realizando apresentações e criando material musical inédito.

## Discografia
- With Footnotes, (1974)
- In the Volume of the Book, (1975)
- To the Bride  - 2 LPs - com Barry McGuire e "A Band Called David", (1975) (relançado em CD em 2007)
- How The West Was One  - 3 LPs - com Phil Keaggy e "A Band Called David", (1977) Metade das músicas são do Atos 2, metade de Phil Keaggy. A produção inclui 3 músicas jamais lançadas em outro lugar (uma de Annie, uma de Matthew, e uma de Phil). Nos anos 1990 foi relançado em 2 CDs.
- Mansion Builder, (1978)
- The Roar of Love, (1980)
- Rejoice, (1981)
- Encores, (1981)  - Compilação de material lançado anteriormente pela Myrrh.
- Singer Sower, (1983)
- Together Live  - 2 LPs - com Michael e Stormie Omartian], (1983). 3 lados são do Atos 2, um lado é dos Omartians. Inclui uma música jamais lançada em outro lugar. Este é o único disco nunca lançado em CD.
- Night Light, (1985)
- Hymns, (1986)
- Far Away Places, (1987)
- Hymns 2, (1988)
- Hymns Instrumental, (1989)

### Compilações
- 20, (1992)  - Compilação. Lançado em 2 CD.
- Very Best of 2nd Chapter of Acts, (2006)

## Vídeo
- First Love, (1995), DVD, Vários artistas.